# Nozomi Hiroyama
Nozomi Hiroyama (jap. 廣山 望 Hiroyama Nozomi; ur. 6 maja 1977) – japoński piłkarz grający na pozycji pomocnika, reprezentant kraju.

## Kariera klubowa
Od 1996 do 2012 roku występował w klubach: JEF United Ichihara, Cerro Porteño, Sport Recife, SC Braga, Montpellier HSC, Tokyo Verdy, Cerezo Osaka, Thespa Kusatsu i Richmond Kickers.

## Kariera reprezentacyjna
W reprezentacji Japonii Nozomi Hiroyama zadebiutował 4 października 2001 roku. W sumie w reprezentacji wystąpił w 2 spotkaniach.

## Statystyki
| Reprezentacja Japonii | Reprezentacja Japonii | Reprezentacja Japonii |
| Rok                   | Mecze                 | Gole                  |
| --------------------- | --------------------- | --------------------- |
| 2001                  | 2                     | 0                     |
| Razem                 | 2                     | 0                     |